# Amatori Hockey Lodi 1971
Questa voce raccoglie le informazioni riguardanti l'Amatori Hockey Lodi nelle competizioni ufficiali della stagione 1971.

## Maglie e sponsor
| 1ª divisa |

## Risultati

### Serie A

#### Girone di andata
| Breganze 17 aprile 1971 1ª giornata | Laverda Breganze | 5 – 2 | Amatori Lodi | Centro giovanile Don Bosco |

| Lodi 24 aprile 1971 2ª giornata | Amatori Lodi | 3 – 9 | Monza | PalaRiboni |

| Modena 1º maggio 1971 3ª giornata | Amatori Modena | 6 – 3 | Amatori Lodi | PalaMolza |

| Vercelli 15 maggio 1971 4ª giornata | Amatori Vercelli | 5 – 9 | Amatori Lodi | Circolo Lavoratori Rione Isola |

| Lodi 22 maggio 1971 5ª giornata | Amatori Lodi | 8 – 4 | CGC Viareggio | PalaRiboni |

| Bassano del Grappa 2 giugno 1971 6ª giornata | Bassano | 4 – 3 | Amatori Lodi | ? |

| Lodi 5 giugno 1971 7ª giornata | Amatori Lodi | 5 – 1 | Grosseto | PalaRiboni |

| Novara 12 giugno 1971 8ª giornata | Novara | 8 – 2 | Amatori Lodi | Palazzetto dello sport |

| Lodi 19 giugno 1971 9ª giornata | Amatori Lodi | 3 – 10 | Marzotto Valdagno | PalaRiboni |

| Trieste 26 giugno 1971 10ª giornata | Triestina | 4 – 1 | Amatori Lodi | PalaChiarbola |

| Lodi 3 luglio 1971 11ª giornata | Amatori Lodi | 5 – 3 | Follonica | PalaRiboni |

#### Girone di ritorno
| Lodi 10 luglio 1971 12ª giornata | Amatori Lodi | 2 – 4 | Laverda Breganze | PalaRiboni |

| Monza 17 luglio 1971 13ª giornata | Monza | 8 – 5 | Amatori Lodi | Pista di via Boccaccio |

| Lodi 24 luglio 1971 14ª giornata | Amatori Lodi | 3 – 5 | Amatori Modena | PalaRiboni |

| Lodi 31 luglio 1971 15ª giornata | Amatori Lodi | 12 – 4 | Amatori Vercelli | PalaRiboni |

| Viareggio 7 agosto 1971 16ª giornata | CGC Viareggio | 7 – 2 | Amatori Lodi | PalaBarsacchi |

| Lodi 28 agosto 1971 17ª giornata | Amatori Lodi | 4 – 3 | Bassano | PalaRiboni |

| Grosseto 4 settembre 1971 18ª giornata | Grosseto | 2 – 3 | Amatori Lodi | Campo di viale Manetti |

| Lodi 11 settembre 1971 19ª giornata | Amatori Lodi | 6 – 9 | Novara | PalaRiboni |

| Valdagno 18 settembre 1971 20ª giornata | Marzotto Valdagno | 5 – 6 | Amatori Lodi | PalaSoldà |

| Lodi 25 settembre 1971 21ª giornata | Amatori Lodi | 2 – 7 | Triestina | PalaRiboni |

| Follonica 2 ottobre 1971 22ª giornata | Follonica | 10 – 4 | Amatori Lodi | Pista Armeni |

## Statistiche

### Statistiche di squadra
| Competizione | Punti | In casa | In casa | In casa | In casa | In casa | In casa | In trasferta | In trasferta | In trasferta | In trasferta | In trasferta | In trasferta | Totale | Totale | Totale | Totale | Totale | Totale | D.R. |
| Competizione | Punti | G       | V       | N       | P       | Gf      | Gs      | G            | V            | N            | P            | Gf           | Gs           | G      | V      | N      | P      | Gf     | Gs     | D.R. |
| ------------ | ----- | ------- | ------- | ------- | ------- | ------- | ------- | ------------ | ------------ | ------------ | ------------ | ------------ | ------------ | ------ | ------ | ------ | ------ | ------ | ------ | ---- |
| Serie A      | 16    | 11      | 5       | 0       | 6       | 53      | 59      | 11           | 3            | 0            | 8            | 40           | 64           | 22     | 8      | 0      | 14     | 93     | 123    | -30  |
| Coppa Italia | -     | ?       | ?       | ?       | ?       | ?       | ?       | ?            | ?            | ?            | ?            | ?            | ?            | ?      | ?      | ?      | ?      | ?      | ?      | ?    |
| Totale       | -     |         |         |         |         |         |         |              |              |              |              |              |              |        |        |        |        |        |        |      |